# هلموت لاخنمان
هلموت فردریک لاخنمان (به آلمانی: Helmut Friedrich Lachenmann، زاده‌ی ۲۷ نوامبر ۱۹۳۵) آهنگساز موسیقی کلاسیک معاصر آلمانی است. موسیقی او اغلب با عنوان "موسیقی کنکرت سازی" شناخته می‌شود.